# Cuthona cocoachroma
Cuthona cocoachroma is een slakkensoort uit de familie van de Cuthonidae. De wetenschappelijke naam van de soort is voor het eerst geldig gepubliceerd in 1979 door Williams & Gosliner.